# Bat Country
"Bat Country" é uma canção da banda americana de metal Avenged Sevenfold. A canção foi lançada como o segundo single do seu terceiro álbum, City of Evil. Avenged Sevenfold ganhou "Melhor Novo Artista" no MTV Video Music Awards 2006 para "Bat Country" e em 1 de outubro de 2009, foi certificado ouro pela RIAA.

## Faixas
CD
1. "Bat Country" - 5:13
2. "Beast and the Harlot" (ao vivo em Warped Tour) - 6:08
3. "Bat Country" (video)

Promo CD
1. "Bat Country" - 5:13
2. "Bat Country" (editada) - 4:03

## Créditos
Avenged Sevenfold
- M. Shadows - vocal
- Synyster Gates - guitarra solo, backing vocals
- Zacky Vengeance - guitarra rítmica, guitarra acústica, backing vocals
- Johnny Christ - baixo
- The Rev - bateria